# FC Treptow
FC Treptow is een Duitse voetbalclub uit het Berlijnse stadsdeel Baumschulenweg. De club is de opvolger van de vroegere clubs BEWAG en Elektra Berlin. 

## Geschiedenis
De club werd in 1928 opgericht als Werkverein der BEWAG Berlin. In 1936 promoveerde de club naar de Gauliga Berlin-Brandenburg. De club speelde in de middenmoot en na twee seizoenen werd de naam gewijzigd in SV Elektra Berlin. In 1940/41 eindigde de club op een voorlaatste plaats met een comfortabele voorsprong op Tasmania Neukölln en degradeerde. De club slaagde er niet meer in terug te keren. Na de oorlog werd de club ontbonden en pas in 1949 heropgericht als BSG Turbine BEWAG. De club speelde in de Bezirksliga Berlin, de derde klasse in de DDR. In 1994 werd de naam gewijzigd in FC Treptow. Baumschulenweg was vroeger een deel van Alt-Treptow. 